# Freddie Mercury - The Final Act
Freddie Mercury - The Final Act (bra: Freddie Mercury - O Ato Final) é um documentário britânico de 2021, dirigido por James Rogan e produzido pela Rogan Productions para a rede BBC.

## Sinopse
A extraordinária história da batalha de Freddie Mercury contra a AIDS e o concerto inovador que o Queen realizou em sua memória depois que ele morreu.

## Elenco
- Freddie Mercury .. ele mesmo (imagem de arquivos)
- Brian May ... ele mesmo
- Roger Taylor ... ele mesmo
- Kashmira Bulsara ... ela mesma
- Jonathan Weber ... ele mesmo
- Stuart Blizzard ...	ele mesmo
- Peter Freestone	...	ele mesmo
- Joe Elliott ... ele mesmo
- Lisa Stansfield ... ela mesma
- Mark Pakianathan	...	ele mesmo
- Anita Dobson	...	ela mesma
- Marc Thompson	...	ele mesmo
- Mike Moran ... ele mesmo
- Peter Tatchell ... ele mesmo

## Lançamento
O documentário foi exibido originalmente em 27 de novembro de 2021 pela BBC Two. Também disponível no BBC iPlayer.

## Recepção
Anitta Singh, do The Telegraph, escreveu que o filme presta "uma homenagem comovente ao nosso maior showman".

## Prêmios e indicações
| Ano  | Prêmio                  | Categoria                 | Resultado |
| ---- | ----------------------- | ------------------------- | --------- |
| 2022 | Emmy Internacional 2022 | Melhor Programa Artístico | Venceu    |